# Henry Airay
Henry Airay (Kentmere, Westmorland, c. 1560 — 6 de outubro de 1616) foi um pregador puritano e escritor inglês.

## Biografia
Airay nasceu em Kentmere, perto de Kendal, Westmorland. Sua data de nascimento é incerta. Seu pai era William Airay, um funcionário protegido de Bernard Gilpin, "o apóstolo do Norte". Gilpin generosamente concordou em enviar Henry e seu irmão Evan (ou Ewan) a própria escola de Gilpin, onde foram educados "no aprendizado gramatical", e frequentaram a Universidade de Oxford, quando Gilpin morreu. No Athenae de Wood colhemos os detalhes do serviço de Airay no colégio:
"Ele foi enviado para o St Edmund Hall, Oxford em 1579, aos dezenove anos ou por volta disso. Logo depois foi transferido para o Queen's College, onde se tornou pauper puer serviens; isto é, um pobre servindo criança que espera pelos companheiros na sala comum para as refeições, e em suas câmaras, e não outro trabalho servil do colégio".
Sua transferência para o Queen's talvez seja explicada pelo fato de ter sido o colégio de Gilpin, e por sua origem de Westmorland dando-lhe um crédito sobre a fundação de Eaglesfield. Graduou-se Bachelor of Arts em 19 de junho de 1583, Masters of Arts em 15 de junho de 1586, Bachelor of Divinity em 1594 e Doctor of Divinity em 17 de junho de 1600, tudo no Queen's College. "Sobre o tempo que ele foi mestre" (1586) "entrou para as ordens sagradas, e se tornou um frequente e zeloso pregador na universidade".
Seu Commentary on the Epistle to the Philippians (1618, reeditado em 1864) é um espécime de sua pregação antes de sua faculdade, e de sua denúncia ardente do catolicismo e sua enunciação sem medo daquele calvinismo, que Oxford, em comum com toda a Inglaterra, apreciava. Em 1598, foi escolhido reitor de sua faculdade, e em 1606 foi nomeado vice-reitor da universidade. No exercício das suas funções de vice-reitor, entrou em conflito com Laud, Arcebispo da Cantuária, que estava começando a manifestar o seu antagonismo com o puritanismo.
Airay também foi reitor de Otmore (ou Otmoor), perto de Oxford, um trabalho que o envolveu em uma tentativa, mas bem sucedida disputa judicial, da qual mais tarde operadores colheram o benefício. Faleceu em 6 de outubro de 1616, e foi sepultado na Queen's Chapel. Seu caráter como homem, pregador, divino, e como um governante importante da universidade, será encontrado retratado na Epistle por John Potter, prefixado ao Comentário.